# Крутояк
Крутояк — деревня в Собинском районе Владимирской области России, входит в состав Березниковского сельского поселения.

## География
Деревня расположена на берегу реки Клязьма в 12 км на северо-запад от центра поселения села Березники и в 6 км на юго-запад от райцентра Собинки.

## История
В конце XIX — начале XX века деревня входила в состав Березниковской волости Судогодского уезда, с 1926 года — в составе Собинской волости Владимирского уезда. В 1859 году в деревне числилось 10 дворов, в 1905 году — 35 дворов, в 1926 году — 48 хозяйств и начальная школа.
С 1929 года деревня входила в состав Березниковского сельсовета Собинского района, с 2005 года входит в состав Березниковского сельского поселения.

## Население
| 1859 | 1905 | 1926 |
| ---- | ---- | ---- |
| 98   | 177  | 125  |

| 1859 | 1905 | 1926 | 2002 | 2010 | 2021 |
| ---- | ---- | ---- | ---- | ---- | ---- |
| 98   | ↗177 | ↘125 | ↘35  | ↗77  | ↘30  |